# Wenzel Sedlák
Wenzel Sedlák, en tchèque : Václav Sedlák, né le 4 août 1776 à Jezbořice et mort le 20 novembre 1851 à Vienne) était un arrangeur et clarinettiste bohémien. Il transcrivait des œuvres orchestrales en musique d'harmonie (Harmoniemuziek) (au moins 55 connues).
En 1805, il était clarinettiste au service des Auersperg. En 1808, à la suite de Joseph Triebensee, il devient maître de chapelle de l'ensemble d'harmonie sous Alois Ier au château de Valtice (de) (en allemand : Feldsberg). Il passe ensuite maître de chapelle du Prince Jean Ier de Lichtenstein à Vienne jusqu'en 1836, date de la mort du Prince.
Il arrangea des ballets et des opéras, entre autres, Fidelio (ca. 1815, édité chez Artaria) de Beethoven, Le Barbier de Séville et Guillaume Tell de Rossini. Il est aussi connu pour ses arrangements pour instrument à vent de plusieurs opéras de Carl Maria von Weber, Peter von Winter et Luigi Cherubini.
Il a également écrit pour clarinette, comme :
- Variations sur un air du  Tyrol pour 2 clarinettes

## Enregistrements (sélection)
- Beethoven : Music for Wind Ensemble (avec les compositeurs : anonyme, Friedrich Starke, Georg Schmitt, Joseph Trübensee, Ludwig van Beethoven, Wenzel Sedlak), avec The Albion Ensemble, (SOMMCD 070, 2007)[1]
- G. Rossini : Guillaume Tell, arrangé pour musique d'harmonie par Wenzel Sedlák (CD, Claves CLA8804, 1988)